# Vredeber Albrecht

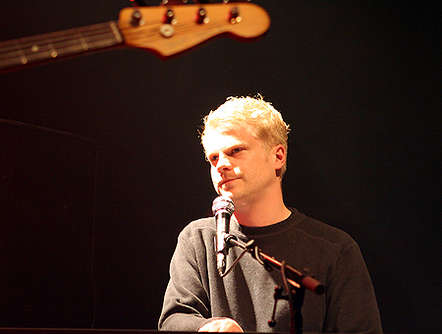
Vredeber Albrecht während eines Konzertes mit Blumfeld (2007)

Vredeber Albrecht (* 1973 in Bremen) ist ein deutscher Musiker, Komponist und Musikproduzent.

## Leben
Von 1996 bis 1999 war Albrecht Mitbetreiber der galerie berlintokyo, einem Szene-Treffpunkt im Zentrum von Berlin in dem sowohl Ausstellungen als auch Konzerte und Club-Abende stattfanden.
Gemeinsam mit der Sängerin Elke Brauweiler nahm er unter dem Projektnamen Commercial Breakup zunächst einige Samplerbeiträge und Singles, dann die CD Global Player (erschienen 2000 auf Ladomat 2000) auf. Die als Single ausgekoppelte New-Order-Coverversion Bizarre Love Triangle hielt sich einige Wochen in den deutschen Charts. Auftritte in Spanien sowie eine Deutschland-Tour in Bandbesetzung (mit Brauweiler, dem Schlagzeuger Christoph Hein und DJ Jack Tennis) folgten.
2001 schloss sich Albrecht der Band Paincake – deren andere Mitglieder die japanische Künstlerin Hanayo, Dirk Dresselhaus und Christopher Uhe waren – an. Paincake spielten einige Konzerte in Deutschland und Frankreich bewegten sich stilistisch an der Schnittstelle von Noise und Performance.
2003 wurde Albrecht Keyboarder der Gruppe Blumfeld (um Sänger, Gitarrist und Songschreiber Jochen Distelmeyer), einer der einflussreichsten deutschsprachigen Popbands, mit der er bis Ende 2004 etwa 100 Konzerte spielte.
Albrecht produzierte ein weiteres Album unter dem Projektnamen Commercial Breakup, das er mit verschiedenen Sängerinnen aufnahm. Candied Radio wurde samt drei Single-Auskopplungen im Jahr 2004 bei Mute Records veröffentlicht.
2005 nahm Albrecht mit Blumfeld im Hamburger O-Ton-Studio deren letztes Album auf. Verbotene Früchte erschien 2006 bei Sony/BMG. Es folgten wieder ausführliche Tourneen bis zum Ende der Band im Jahr 2007.
Neben der Produktion von Radio-Hörspielen komponierte Albrecht Theatermusiken unter anderem für die Berliner Volksbühne am Rosa-Luxemburg-Platz, das Schauspielhaus Hannover, den Heimathafen Neukölln, das Saarländische Staatstheater Saarbrücken, das Theater an der Parkaue, Berlin und das Staatsschauspiel Dresden.
Als Produzent, Musiker oder Remixer arbeitete Albrecht u. a. für Rechenzentrum, Stereo Total, Lexy & K-Paul, Ragazzi, Deichkind und Louie Austen.
2017 veröffentlichte Albrecht gemeinsam mit Lars Precht als mESMO das Album "The Same Inside" beim Berliner Label Staatsakt. Hier sind als Sänger unter anderem Pascal Finkenauer, Zwanie Jonson, Dirk von Lowtzow, Nicolai von Schweder-Schreiner, Torsun Burkhardt, Justine Electra und Jens Friebe zu hören.

## Tonträger (Auswahl)
- Mit Commercial Breakup: 2000: Global Player (Ladomat), 2004: Candied Radio (Ladomat/Mute), div. Singles / Compilationbeiträge.
- Mit Blumfeld: 2006: Verbotene Früchte (Sony/BMG), 2007: Ein Lied mehr – The Anthology Archives Vol. 1.
- Mit mESMO: 2017: The Same Inside (Staatsakt/Caroline)